# Oroszország az Eurovíziós Dalfesztiválokon
Oroszország huszonhárom alkalommal vett részt 1994 és 2021 között az Eurovíziós Dalfesztiválon.
Az orosz műsorsugárzó a Pervij Kanal és a Rosszija 1, amelyek 1993-ban lettek tagjai az Európai Műsorsugárzók Uniójának, és 1994-ben csatlakoztak a versenyhez. A két műsorsugárzó felváltva közvetíti a versenyt és nevezi az orosz indulót.
Oroszország eddig egy alkalommal, 2008-ban aratott győzelmet.

## Története

### Évről évre
Oroszország 1994-ben vett részt először, és az első tízben végzett. Ezt azonban rossz eredmények követték, ami miatt az 1993 és 2003 között érvényben lévő kieséses rendszer értelmében több évet is ki kellett hagyniuk.

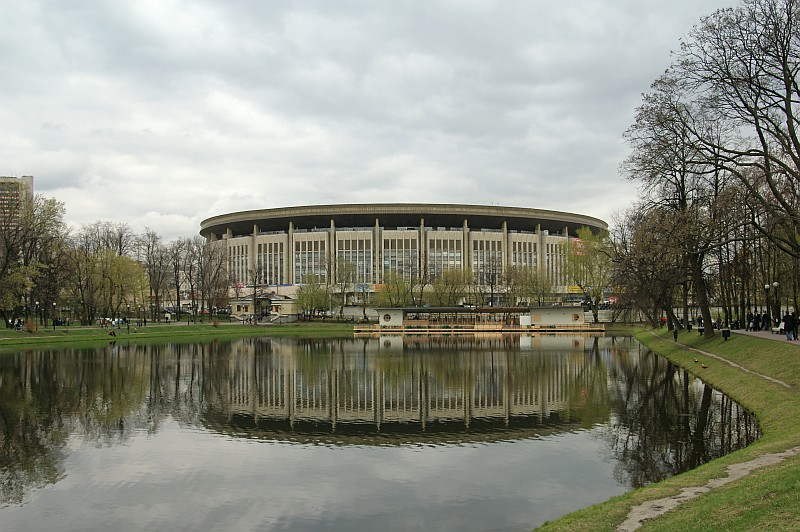
A 2008-as verseny helyszíne.

A visszatérés után sokkal sikeresebbek voltak: 2000-ben és 2006-ban másodikak, 2003-ban és 2007-ben harmadikak lettek. 2003-ban nagyon közel kerültek a győzelemhez, mindössze három ponttal kaptak kevesebbet, mint a győztes. 2008-ban két évvel korábbi versenyzőjük, Dima Bilannak sikerült megszerezni az első győzelmét Oroszországnak, így a 2009-es versenynek Moszkva adott otthont. 2009-ben, majd egy évvel később is a 11. helyen végeztek.
2011-ben a 16. helyet érték el. 2012-ben az első elődöntő megnyerése után a döntőben a 2. helyen végeztek; a következő 4 évben is ott voltak a legjobb 10 között (2013-ban ötödikek, 2014-ben hetedikek, 2015-ben másodikak, 2016-ban megnyerték a nézői szavazást, az új szavazási rendszer bevezetésének következtében azonban végül a harmadik helyen végeztek). 2017-ben az ukrán hatóságok kitiltották három évre Ukrajnából az orosz versenyzőt, Julia Samoylovát és az EBU több lehetőséget is felajánlott, de az orosz műsorsugárzó végül visszalépett a versenytől. 2018-ban az énekesnő új lehetőséget kapott, hogy képvisje az országot, akinek nem sikerült bejutnia a döntőbe, így az oroszok legrosszabb eredményét szerezte meg. 2019-ben ismét egy visszatérő előadó indult Oroszország színeiben Sergey Lazarev személyében, aki csak úgy, mint 2016-ban, ismét harmadik helyen végzett.
2020-ban a Little Big képviselte volna az országot, azonban március 18-án az Európai Műsorsugárzók Uniója bejelentette, hogy 2020-ban nem tudják megrendezni a versenyt a COVID–19-koronavírus-világjárvány miatt. Versenydaluk, az Uno, később a legtöbb megtekintéssel rendelkező videó lett a dalfesztivál hivatalos YouTube csatornáján. Az orosz műsorsugárzó jóvoltából végül nem kaptak újabb lehetőséget az ország képviseletére a következő évben, habár előzetesen jelezték részvételi szándékukat a versenyen. 2021-ben az elődöntőből harmadik helyezettként sikeresen továbbjutott a döntőbe Manizha, ahol ismét a legjobb tízben, a kilencedik helyen végeztek. 2022-ben eredetileg szerepeltek a résztvevők listáján, viszont az orosz-ukrán krízis következtében több résztvevő ország műsorsugárzója arra kérte az EBU-t, hogy zárja ki az országot. Február 25-én az EBU közlemény adott ki, amelyben kifejtették, hogy Oroszország nem vehet részt a torinói versenyen.

### Nyelvhasználat
Oroszország 1994-es debütálásakor még érvényben volt a nyelvhasználatot korlátozó szabály. Ennek értelmében indulóiknak az ország hivatalos nyelvén, vagyis orosz nyelven kellett énekelniük. Ezt a szabályt 1999-ben eltörölték, azóta főleg angol nyelvű dalokkal neveztek.
Oroszország eddigi huszonhárom dalából tizenhat angol nyelvű, öt orosz nyelvű, egy angol és udmurt, egy pedig orosz és ukrán kevert nyelvű volt.

### Nemzeti döntő
Oroszországban nem alakult ki hagyományos, minden évben megrendezett nemzeti válogató. Az orosz műsorsugárzó általában a nemzeti döntő nélküli belső kiválasztás mellett döntött, eddig nyolcszor rendeztek orosz nemzeti döntőt, legutóbb 2021-ben.
1994-ben kilenc dal közül egy zsűri választotta ki az ország első indulóját. A következő nemzeti döntőre 2005-ig kellett várni, ekkor a döntőt már három elődöntő is megelőzte, és a győztest a nézők választották ki telefonos szavazás segítségével.
2008-ban a huszonhét fős mezőnyből egy zsűri és a nézők közösen alakították ki az eredményt, míg 2009-ben tizenhat előadó közül két fordulós szavazás során választották ki a győztest. Az első körben a nézők kiválasztották a három legjobbat, és közülük egy zsűri választott.

## Résztvevők
| Év   | Előadó                  | Dal                      | Magyar fordítás         | Döntő                          | Pontszám                       | Elődöntő             | Pontszám             |
| ---- | ----------------------- | ------------------------ | ----------------------- | ------------------------------ | ------------------------------ | -------------------- | -------------------- |
| 1994 | Youddiph                | Eternal Wanderer         | Örök vándor             | 9.                             | 70                             | Nem volt elődöntő    | Nem volt elődöntő    |
| 1995 | Philipp Kirkorov        | Kolibelnaya dlya vulkana | Altatódal egy vulkánhoz | 17.                            | 17                             | Nem volt elődöntő    | Nem volt elődöntő    |
| 1996 | Andrey Kosinskiy        | Ya eto ya                | Az vagyok, ami vagyok   | Nem jutott ki a dalfesztiválra | Nem jutott ki a dalfesztiválra | Nem volt elődöntő    | Nem volt elődöntő    |
| 1997 | Alla Pugacheva          | Primadonna               | —                       | 15.                            | 33                             | Nem volt elődöntő    | Nem volt elődöntő    |
|      |                         |                          |                         |                                |                                | Nem volt elődöntő    | Nem volt elődöntő    |
| 2000 | Alsou                   | Solo                     | Egyedül                 | 2.                             | 155                            | Nem volt elődöntő    | Nem volt elődöntő    |
| 2001 | Mumiy Troll             | Lady Alpine Blue         | Alpesi kék hölgy        | 12.                            | 37                             | Nem volt elődöntő    | Nem volt elődöntő    |
| 2002 | Prime Minister          | Northern Girl            | Északi lány             | 10.                            | 55                             | Nem volt elődöntő    | Nem volt elődöntő    |
| 2003 | t.A.T.u                 | Ne ver', ne boysia       | Ne higgy, ne félj       | 3.                             | 164                            | Nem volt elődöntő    | Nem volt elődöntő    |
| 2004 | Julia Savicheva         | Believe Me               | Higgy nekem             | 11.                            | 67                             | Automatikusan döntős | Automatikusan döntős |
| 2005 | Natalia Podolskaya      | Nobody Hurt No One       | Senki nem bánt senkit   | 15.                            | 57                             | Automatikusan döntős | Automatikusan döntős |
| 2006 | Dima Bilan              | Never Let You Go         | Sosem hagylak elmenni   | 2.                             | 248                            | 3.                   | 217                  |
| 2007 | Serebro                 | Song #1                  | Első dal                | 3.                             | 207                            | Automatikusan döntős | Automatikusan döntős |
| 2008 | Dima Bilan              | Believe                  | Hinni                   | 1.                             | 272                            | 3.                   | 135                  |
| 2009 | Anastasia Prikhodko     | Mamo                     | Anya                    | 11.                            | 91                             | Automatikusan döntős | Automatikusan döntős |
| 2010 | Peter Nalitch & Friends | Lost and Forgotten       | Elveszve és elfelejtve  | 11.                            | 90                             | 7.                   | 74                   |
| 2011 | Alexey Vorobyov         | Get You                  | Elkaplak                | 16.                            | 77                             | 9.                   | 64                   |
| 2012 | Buranovskiye Babushki   | Party for Everybody      | Buli mindenkinek        | 2.                             | 259                            | 1.                   | 152                  |
| 2013 | Dina Garipova           | What If                  | Mi van, ha              | 5.                             | 174                            | 2.                   | 156                  |
| 2014 | Tolmachevy Sisters      | Shine                    | Ragyogás                | 7.                             | 89                             | 6.                   | 63                   |
| 2015 | Polina Gagarina         | A Million Voices         | Egy millió hang         | 2.                             | 303                            | 1.                   | 182                  |
| 2016 | Sergey Lazarev          | You Are the Only One     | Te vagy az egyetlen     | 3.                             | 491                            | 1.                   | 342                  |
|      |                         |                          |                         |                                |                                |                      |                      |
| 2018 | Julia Samoylova         | I Won’t Break            | Nem fogok összetörni    | Nem jutott be a döntőbe        | Nem jutott be a döntőbe        | 15.                  | 65                   |
| 2019 | Sergey Lazarev          | Scream                   | Sikítás                 | 3.                             | 370                            | 6.                   | 217                  |
| 2020 | Little Big              | Uno                      | Egy                     | Elmaradt a verseny             | Elmaradt a verseny             | Elmaradt a verseny   | Elmaradt a verseny   |
| 2021 | Manizha                 | Russian Woman            | Orosz nő                | 9.                             | 204                            | 3.                   | 225                  |
|      |                         |                          |                         |                                |                                |                      |                      |

### Visszaléptetett indulók
| Év   | Előadó          | Dal              | Magyar fordítás |
| ---- | --------------- | ---------------- | --------------- |
| 2017 | Julia Samoylova | Flame Is Burning | Ég a láng       |

## Rendezések
| Év   | Város                | Helyszín         | Műsorvezető(k)                                        |
| ---- | -------------------- | ---------------- | ----------------------------------------------------- |
| 2009 | Oroszország, Moszkva | Olimpiai Stadion | Natalia Vogyanova, Andrej Malahov, Alszu, Ivan Urgant |

## Háttér
| Év    | Rendező    | Kommentátor                                                                        | Pontbejelentő                                    |
| ----- | ---------- | ---------------------------------------------------------------------------------- | ------------------------------------------------ |
| 1993  | Millstreet | Vadim Dolgachyov                                                                   | Nem vettek részt                                 |
| 1994  | Dublin     | Sergei Antipov                                                                     | Irina Klenskaya                                  |
| 1995  | Dublin     | N/A                                                                                | Marina Danielyan                                 |
| 1996  | Oslo       | Vadim Dolgachyov                                                                   | Nem vettek részt                                 |
| 1997  | Dublin     | Philipp Kirkorov és Sergei Antipov                                                 | Arina Sharapova                                  |
| 1998  | Birmingham | Nem vettek részt és nem közvetítették a versenyt                                   | Nem vettek részt és nem közvetítették a versenyt |
| 1999  | Jeruzsálem | Aleksej Zhuravlev és Tatjana Godunova                                              | Nem vettek részt                                 |
| 2000  | Stockholm  | Aleksej Zhuravlev és Tatjana Godunova                                              | Zhanna Agalakova                                 |
| 2001  | Koppenhága | Alexander Anatolievich és Konstantin Mikhailov                                     | Larisa Verbickaya                                |
| 2002  | Tallinn    | Yuriy Aksuta és Elena Batinova                                                     | Arina Sharapova                                  |
| 2003  | Riga       | Yuriy Aksuta és Elena Batinova                                                     | Yana Churikova                                   |
| 2004  | Isztambul  | Yuriy Aksuta és Elena Batinova                                                     | Yana Churikova                                   |
| 2005  | Kijev      | Yuriy Aksuta és Elena Batinova                                                     | Yana Churikova                                   |
| 2006  | Athén      | Yuriy Aksuta és Tatjana Godunova                                                   | Yana Churikova                                   |
| 2007  | Helsinki   | Yuriy Aksuta és Elena Batinova                                                     | Yana Churikova                                   |
| 2008  | Belgrád    | Dmitry Guberniev és Olga Shelest                                                   | Oxana Fedorova                                   |
| 2009  | Moszkva    | Yana Churikova (összes adás) Philipp Kirkorov (elődöntők) Aleksey Manuylov (döntő) | Ingeborga Dapkunaite                             |
| 2010  | Oslo       | Dmitry Guberniev és Olga Shelest                                                   | Oxana Fedorova                                   |
| 2011  | Düsseldorf | Yuriy Aksuta és Yana Churikova                                                     | Dima Bilan                                       |
| 2012  | Baku       | Dmitry Guberniev és Olga Shelest                                                   | Oxana Fedorova                                   |
| 2013  | Malmö      | Yuriy Aksuta és Yana Churikova                                                     | Alsou                                            |
| 2014  | Koppenhága | Dmitry Guberniev és Olga Shelest                                                   | Alsou                                            |
| 2015  | Bécs       | Yuriy Aksuta és Yana Churikova                                                     | Dmitry Shepelev                                  |
| 2016  | Stockholm  | Dmitry Guberniev és Ernest Matskyavichys                                           | Nyusha                                           |
| 2017  | Kijev      | Nem vettek részt és nem közvetítették a versenyt                                   | Nem vettek részt és nem közvetítették a versenyt |
| 2018  | Lisszabon  | Yuriy Aksuta és Yana Churikova                                                     | Alsou                                            |
| 2019  | Tel-Aviv   | Dmitry Guberniev és Olga Shelest                                                   | Ivan Bessonov                                    |
| 2021  | Rotterdam  | Yuriy Aksuta és Yana Churikova                                                     | Polina Gagarina                                  |
| 2022– | 2022–      | Nem vettek részt és nem közvetítették a versenyt                                   | Nem vettek részt és nem közvetítették a versenyt |

## Díjak

### Barbara Dex-díj
| Év   | Előadó   | Dal                  | Eredmény az Eurovízión | Eredmény az Eurovízión | Helyszín         |
| Év   | Előadó   | Dal                  | Helyezés               | Pontszám               | Helyszín         |
| ---- | -------- | -------------------- | ---------------------- | ---------------------- | ---------------- |
| 2003 | t.A.T.u. | Nye ver, nye bojszja | 3.                     | 164                    | Lettország, Riga |

### Marcel Bezençon-díj
| Kategória | Év   | Előadó         | Dal                  | Eredmény az Eurovízión | Eredmény az Eurovízión | Helyszín              |
| Kategória | Év   | Előadó         | Dal                  | Helyezés               | Pontszám               | Helyszín              |
| --------- | ---- | -------------- | -------------------- | ---------------------- | ---------------------- | --------------------- |
| Sajtódíj  | 2016 | Sergey Lazarev | You Are the Only One | 3.                     | 491                    | Svédország, Stockholm |

### ESC Radio Awards
| Kategória            | Év   | Előadó          | Dal                      | Eredmény az Eurovízión | Eredmény az Eurovízión | Helyszín              |
| Kategória            | Év   | Előadó          | Dal                      | Helyezés               | Pontszám               | Helyszín              |
| -------------------- | ---- | --------------- | ------------------------ | ---------------------- | ---------------------- | --------------------- |
| Legjobb férfi előadó | 2008 | Dima Bilan      | Believe (Dima Bilan-dal) | 1.                     | 272                    | Szerbia, Belgrád      |
| Legjobb dal          | 2008 | Dima Bilan      | Believe (Dima Bilan-dal) | 1.                     | 272                    | Szerbia, Belgrád      |
| Legjobb női előadó   | 2015 | Polina Gagarina | A Million Voices         | 2.                     | 303                    | Ausztria, Bécs        |
| Legjobb férfi előadó | 2016 | Sergey Lazarev  | You Are the Only One     | 3.                     | 491                    | Svédország, Stockholm |
| Legjobb dal          | 2016 | Sergey Lazarev  | You Are the Only One     | 3.                     | 491                    | Svédország, Stockholm |

## Galéria

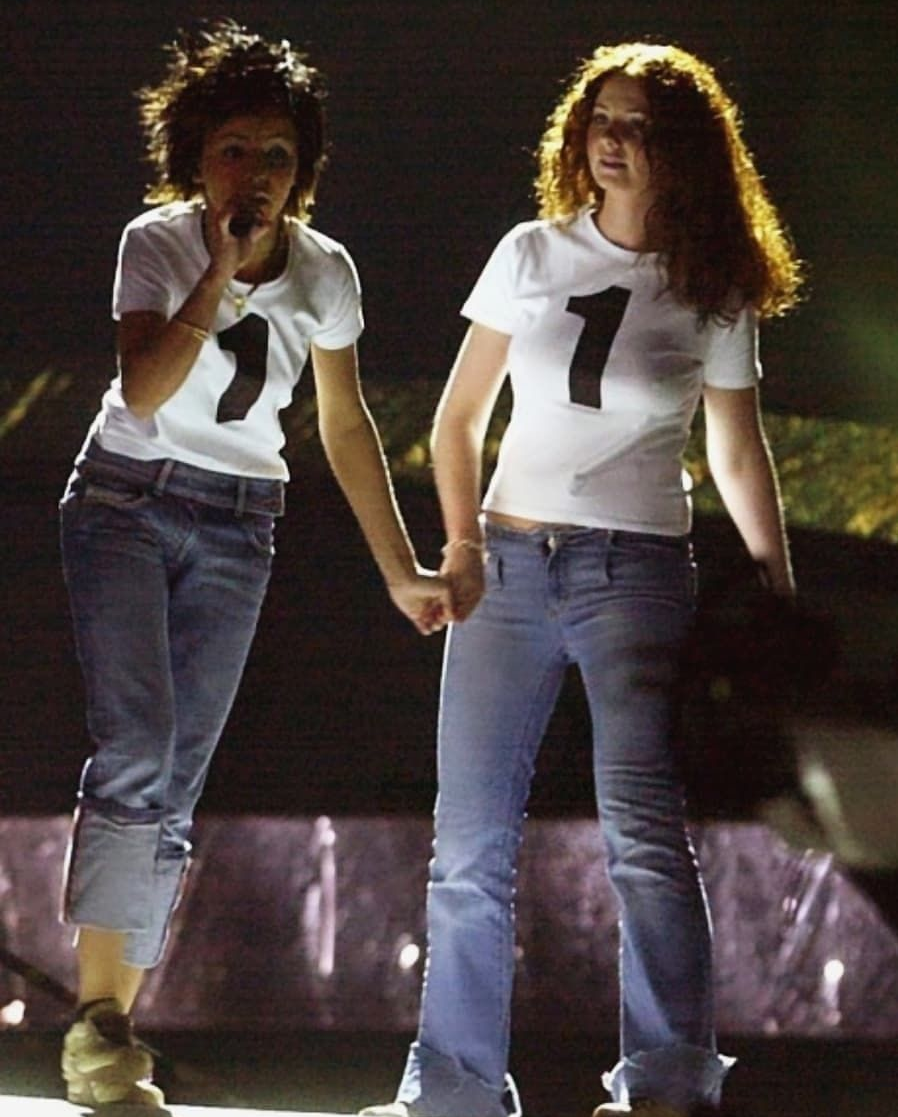
A T.A.T.u Rigában (2003)
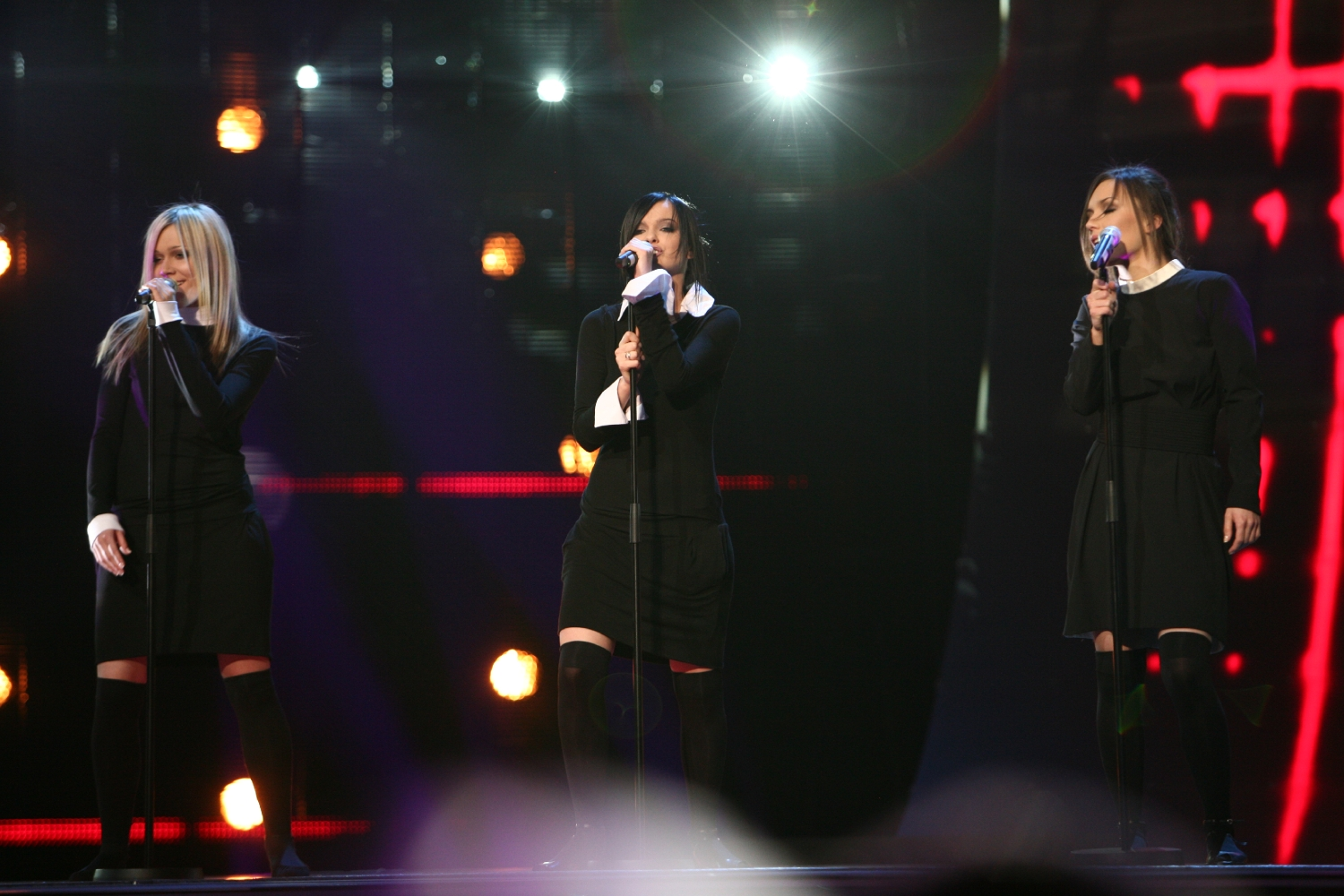
Serebro Helsinkiben (2007)
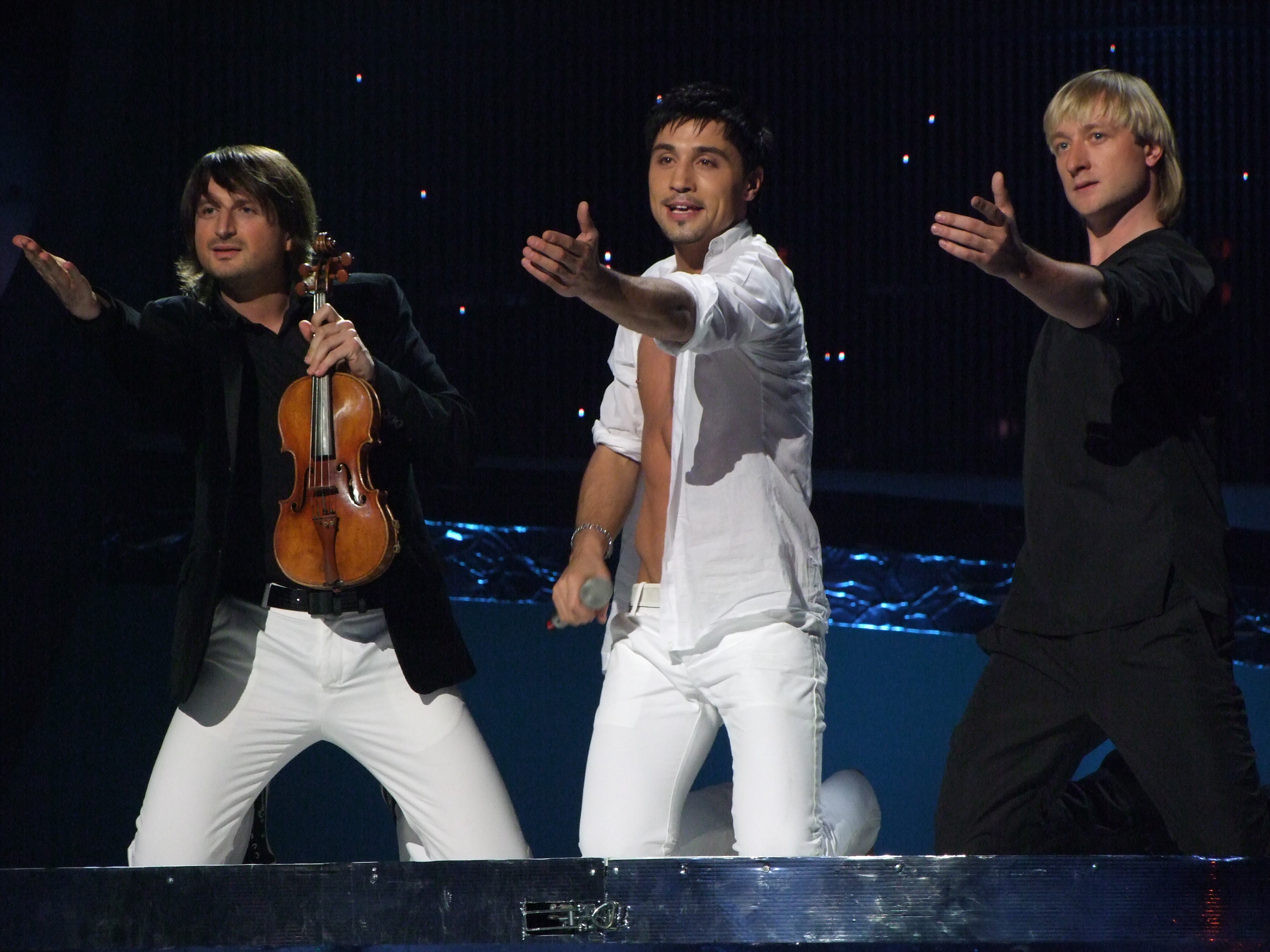
Dima Bilan Belgrádban (2008)
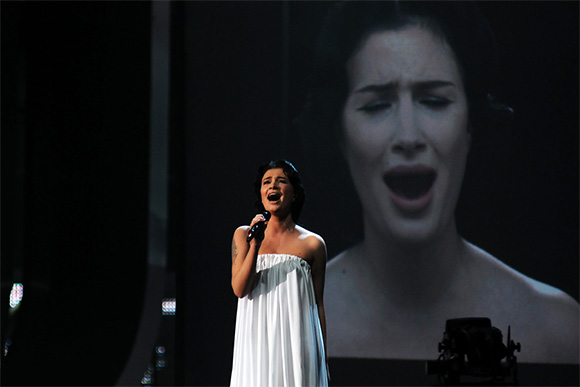
Anastasia Prikhodko Moszkvában (2009)
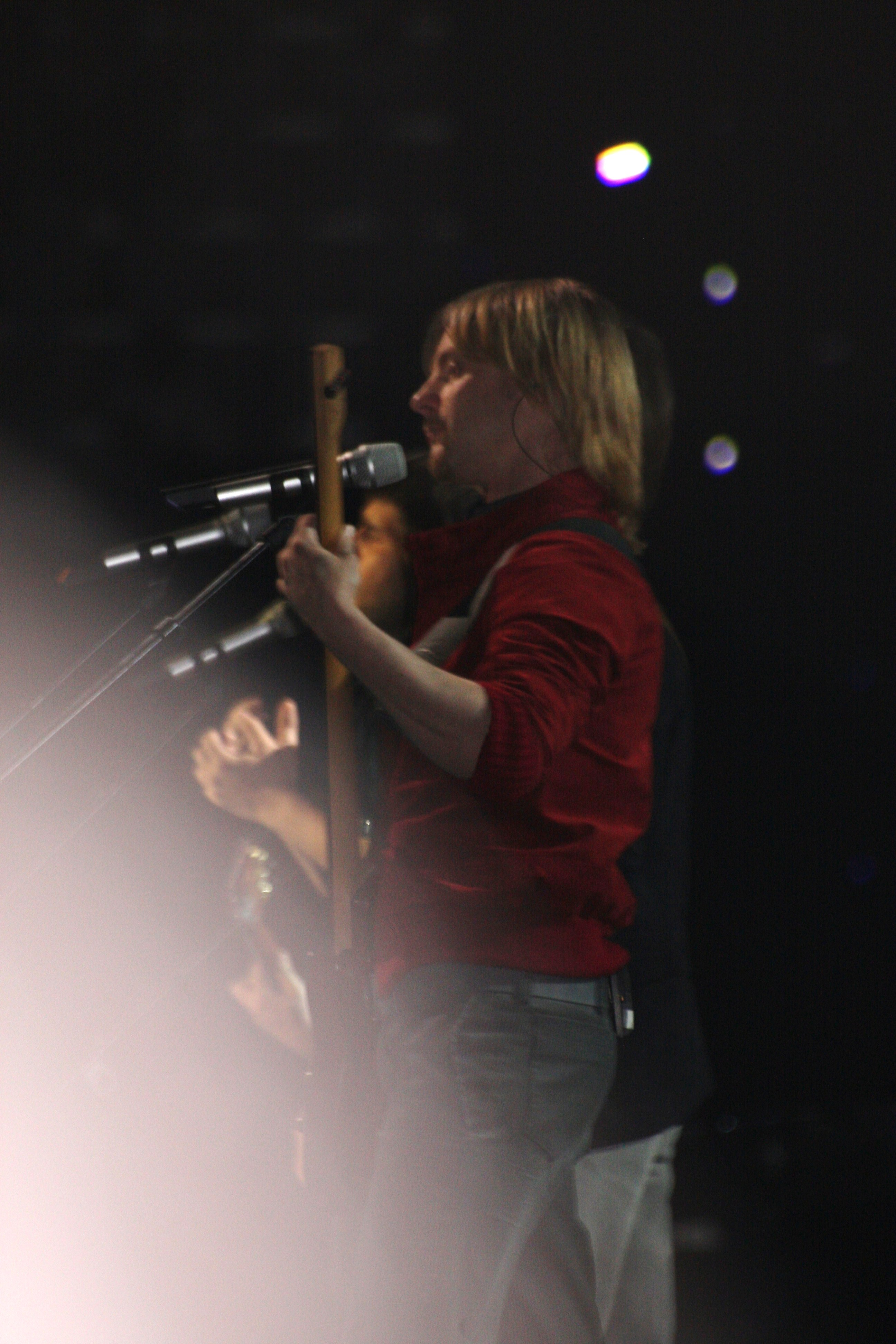
Peter Nalitch & Friends Oslóban (2010)
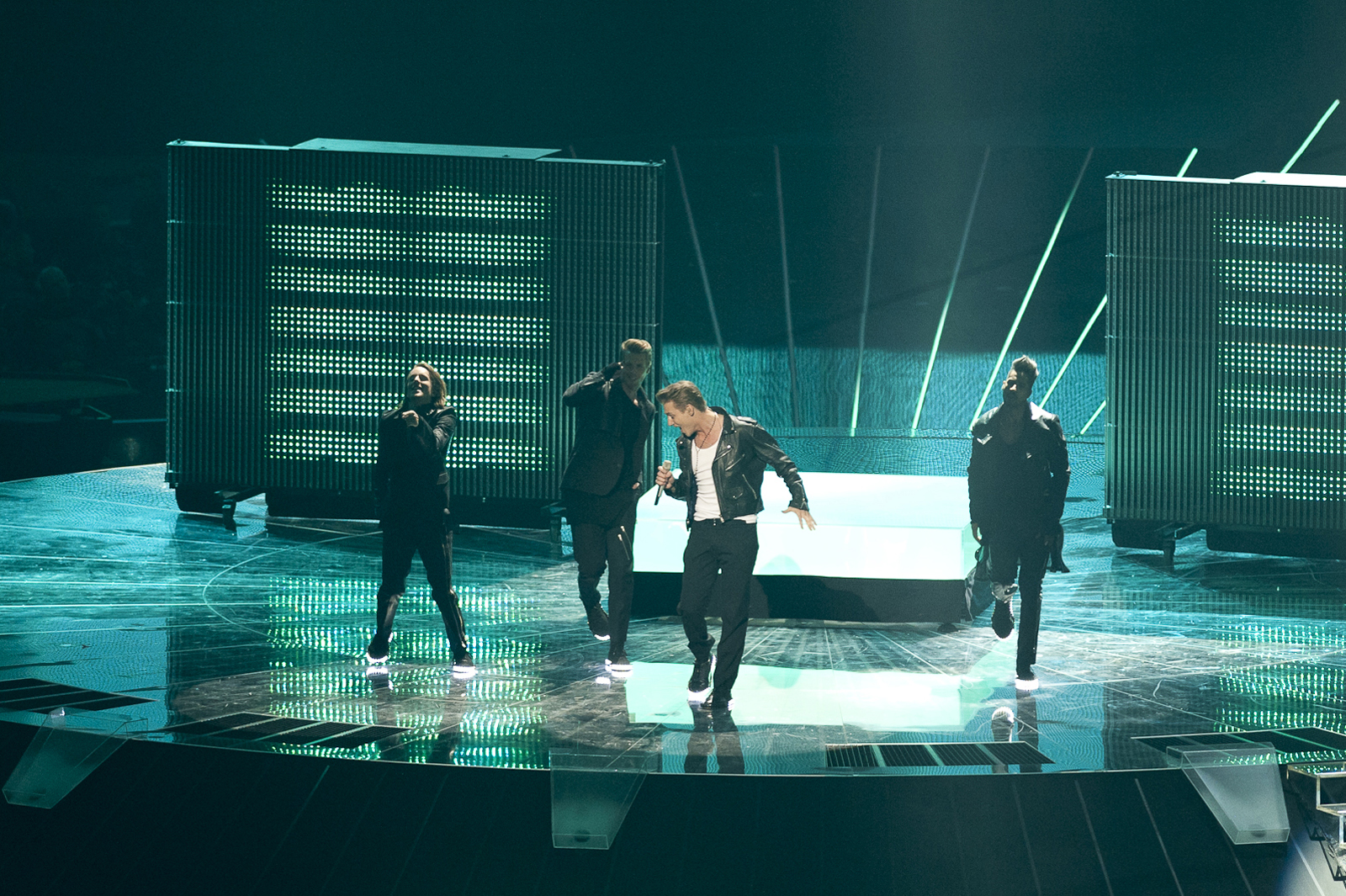
Alexey Vorobyov Düsseldorfban (2011)
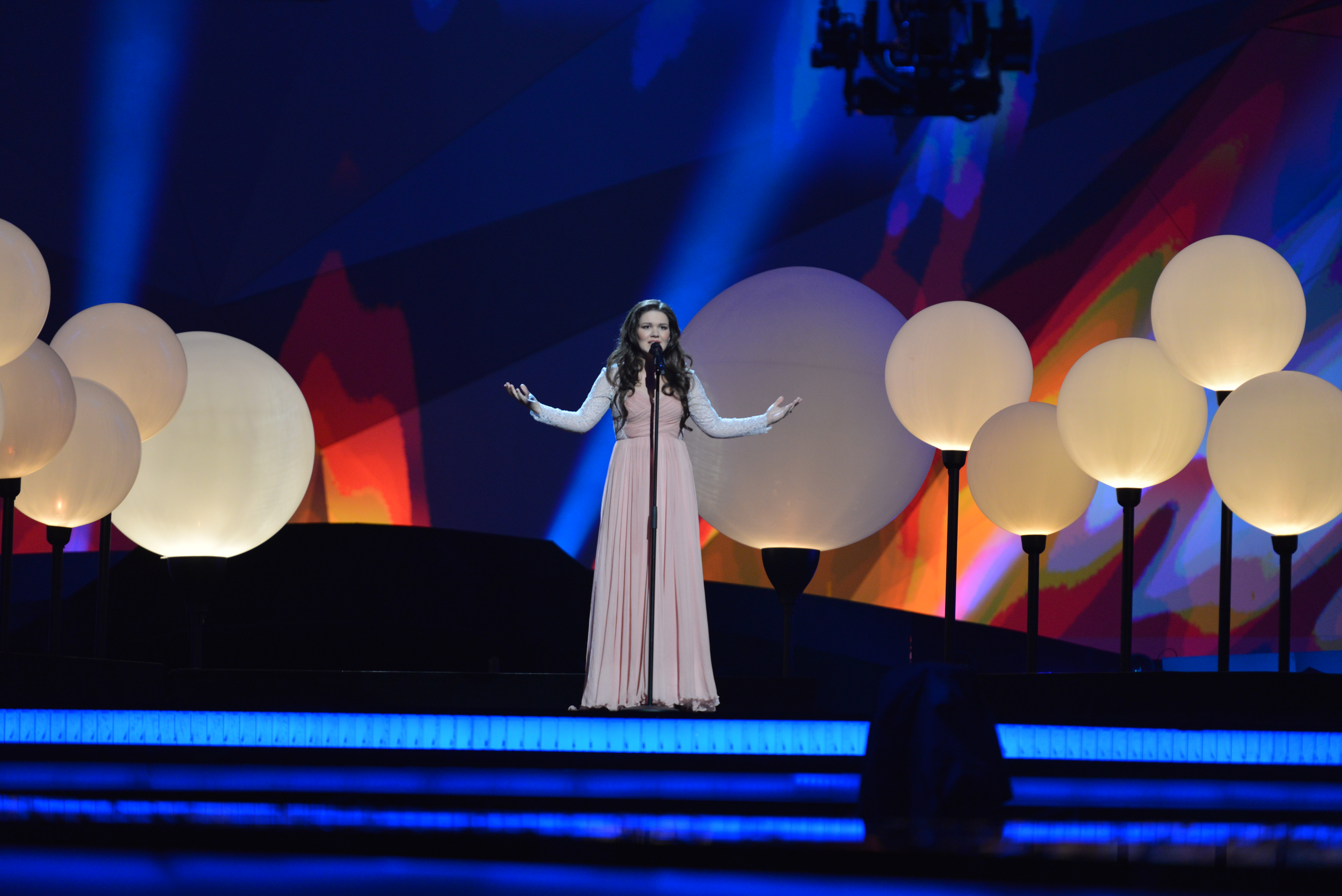
Dina Garipova Malmőben (2013)
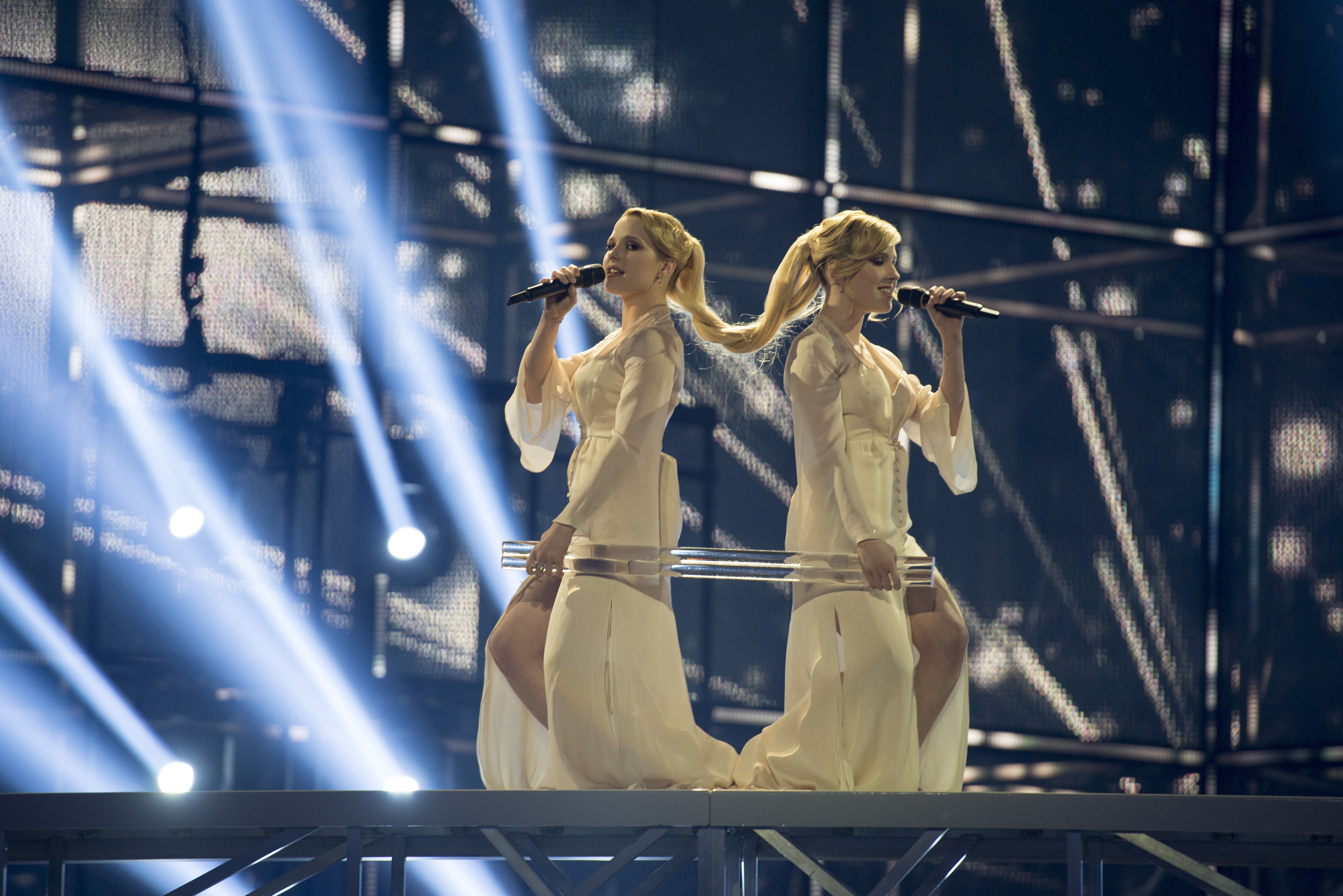
A Tolmachevy Sisters Koppenhágában (2014)
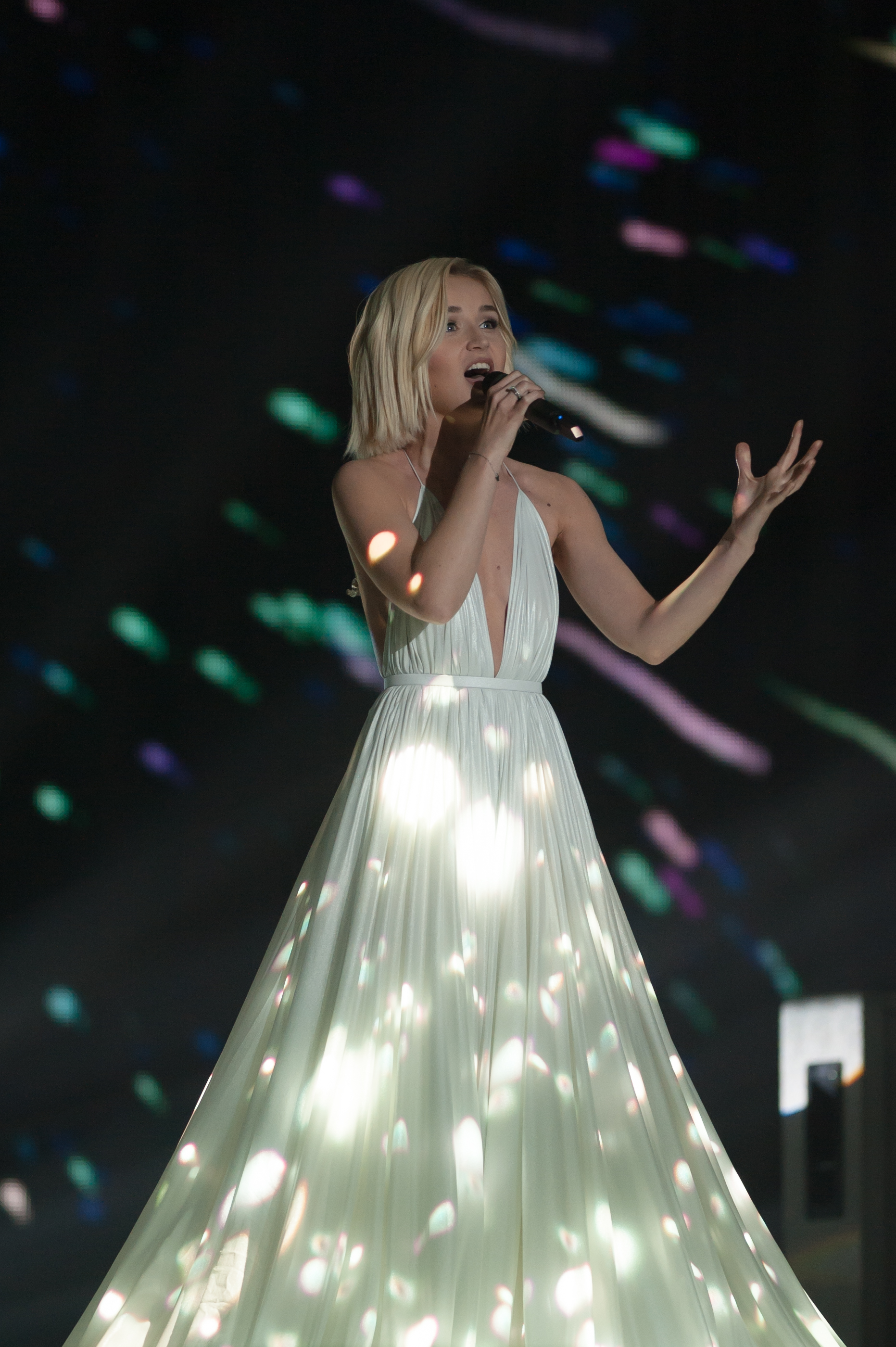
Polina Gagarina Bécsben (2015)
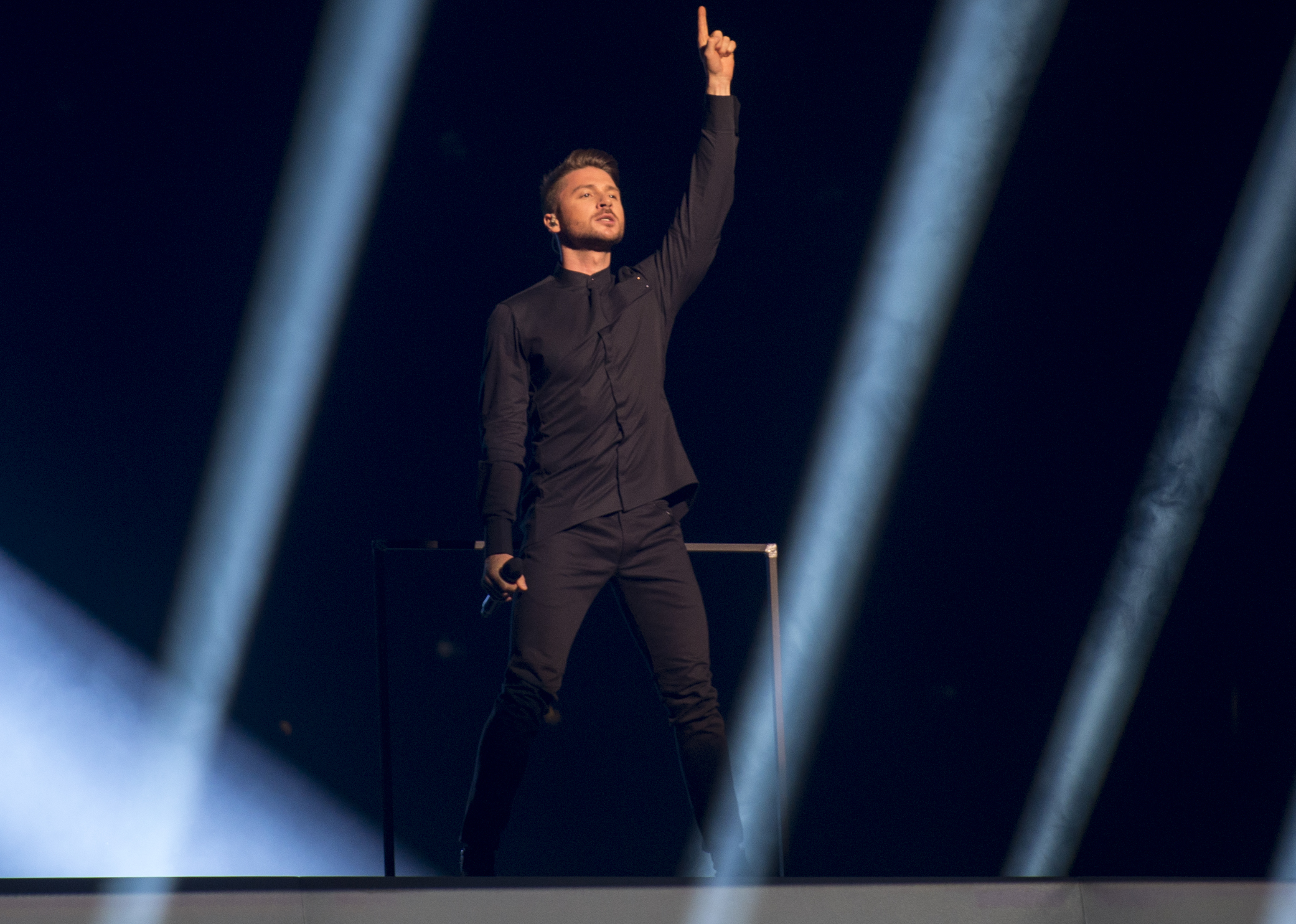
Sergey Lazarev Stockholmban (2016)
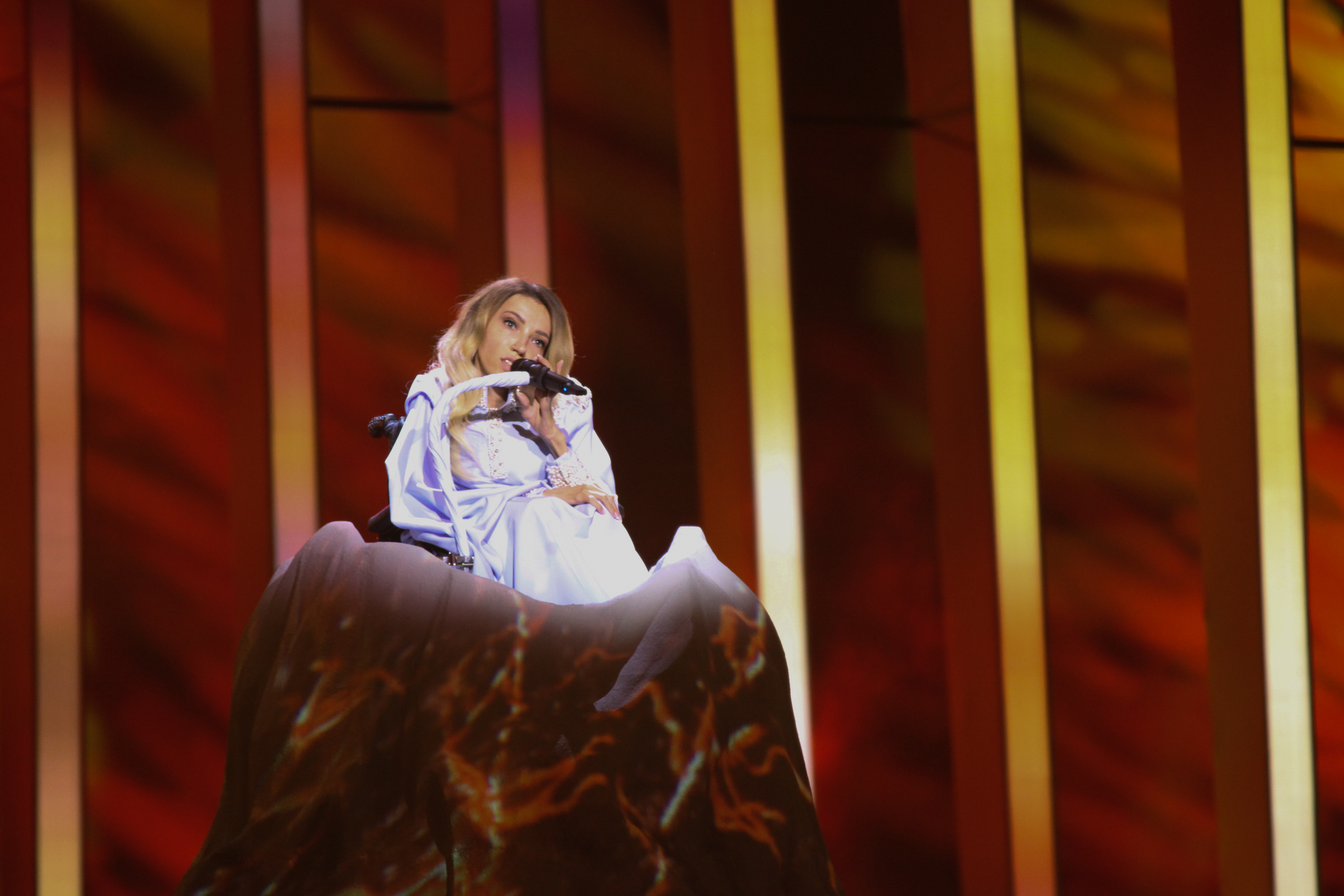
Julia Samoylova Lisszabonban (2018)
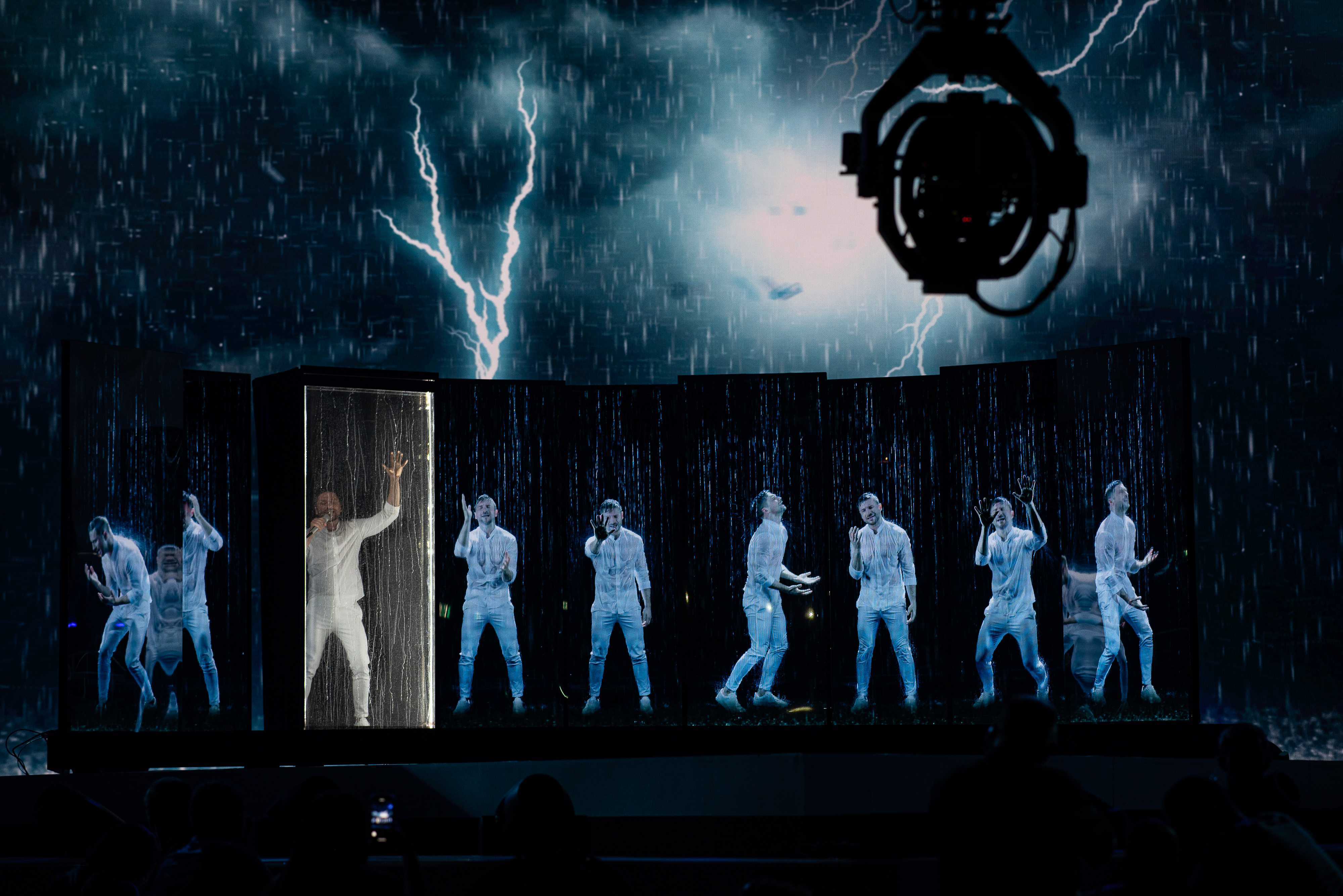
Sergey Lazarev Tel-Avivban (2019)
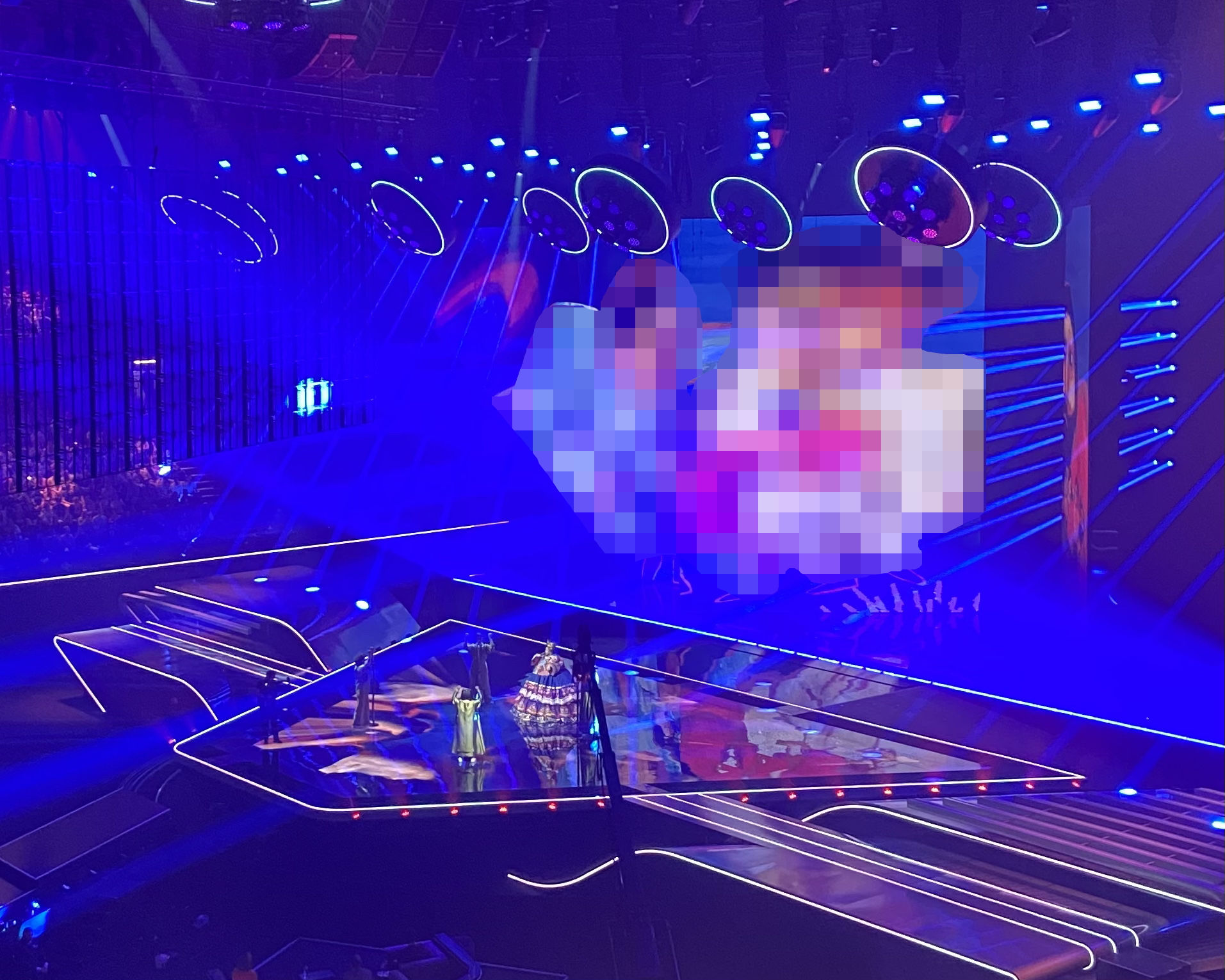
Manizha Rotterdamban (2021)

## Lásd még
- Oroszország a Junior Eurovíziós Dalfesztiválokon